# Georges Brame
Pour les articles homonymes, voir Brame.
Georges Brame, né le 16 août 1839 à Paris (Seine) et mort le 4 février 1888 dans la même ville, est un homme politique français.

## Biographie
Fils de Jules Brame, il est auditeur au Conseil d’État sous le Second Empire. Il est député du Nord de 1876 à 1888, siégeant au groupe bonapartiste de l'Appel au peuple. 

## Distinctions
- Chevalier de la Légion d'honneur par décret du  15 mai 1871[3].

## Sources
- « Georges Brame », dans Adolphe Robert et Gaston Cougny, Dictionnaire des parlementaires français, Edgar Bourloton, 1889-1891 [détail de l’édition]